# Raab-Katzenstein Kl. 1
Die Raab-Katzenstein Kl 1 Schwalbe war ein von den Raab-Katzenstein-Flugzeugwerken hergestelltes kunstflugtaugliches Sportflugzeug.

## Entwicklung und Serienbau

### Vorgeschichte
Im Rahmen seiner Tätigkeit bei der Dietrich Flugzeugwerk AG beschäftigte sich der Konstruktionsleiter Paul Hall im Herbst 1925 mit der Entwicklung der Dietrich DP.XI, um eine Verbesserung des erfolgreichen, aber nur beschränkt kunstflugtauglichen Sportflugzeugs Dietrich DP.IIa. Nachdem Hall das Unternehmen im September 1925 spontan verlassen hatte, setzte er seine Überlegungen zur Verbesserung der Kunstflugtauglichkeit des DP.XI-Entwurfs insbesondere zur Erhöhung zulässiger Lastvielfache gemeinsam mit Andreas Faehrmann, vermutlich unter der Projektbezeichnung Kassel Kl.1, in seinem Kasseler Privatbüro fort. Dabei konzentrierte sich Hall auf eine Überarbeitung der Tragflügelstruktur. Anstelle der bislang üblichen, durchgängigen Holzgurte auf der Ober- und Unterseite der Flügelholme, verwendeten Hall und Faehrmann Gurtsegmente, die miteinander verleimt wurden. Die verleimte Gurtkonstruktion erhöhte zwar das Flügelgewicht um etwa 10 %, allerdings konnte der Belastungsfaktor mit 12,5 fast verdreifacht werden.

### Prototypenbau
Nach Gründung der Raab-Katzenstein Flugzeugwerk GmbH im November 1925 brachte Hall seine Überlegungen zur Tragflächenkonstruktion in das neue Unternehmen ein und überarbeitete die für die Dietrich DP.XI vorgesehene Tragfläche für die Verwendung an einem verfügbaren DP.IIa-Rumpf. Der Erstflug der Kl.1-Tragflächen mit einem DP.IIa-Rumpf und einem Siemens & Halske Sh5-Motor erfolgte in Waldau am 16. Januar 1926 durch Antonius Raab. Für den endgültigen Serienentwurf überarbeitete Hall nochmals den Rumpf seines letzten DP.XI-Entwurf der Dietrich Flugzeugwerk AG mit einem Siemens & Halske Sh11-Motor und leitete daraus die Kl. 1 Schwalbe ab. Bereits am 25. März 1926 erfolgte die Musterzulassung.

### Serienbau
Zur Sicherung standardisierter Serienabläufe in der Montagelinie erfolgte die Serienfertigung der RaKa Kl.1 in Chargen von zehn Flugzeugen. Die erste Seriencharge wurde mit der Werknummer (WNr.) 3 im März 1926 begonnen. Die ersten Kundenauslieferungen erfolgten im Mai 1926 an die Gesellschaft für dt. Flugwesen und an den Luftverkehr Coburg. Mit einer Charge weiterer 10 Flugzeuge endete im Herbst 1926 zunächst die Serienfertigung der Kl.1. Eine dritte Charge entstand im Sommer 1927, aus der sechs Maschinen an die Reklamestaffel des Zirkus Sarrasani geliefert wurden.
Mit WNr. 65 entstand 1927 noch eine spezielle Kl.1, die auf spezielle Anforderung von Gerhard Fieseler für Rückenflugzwecke ausgelegt wurde.
Gleichzeitig erfolgte 1927 die Umstellung der Serie auf den überarbeiteten Entwurf der Kl.1b, von der nur einige wenige Exemplare mit Siemens & Halske Sh11 gebaut wurden, die größtenteils später auf Kl.1c-Standard umgerüstet wurden. Überwiegend kamen im Rahmen der Seriencharge 1928 Flugzeuge vom Typ Kl.1c mit Siemens & Halske Sh12-Motor zur Auslieferung. Eine letzte Charge von fünf Kl.1c entstand im Frühjahr 1929. Nach der Werksverlagerung von Kassel nach Krefeld entstanden 1930 keine weiteren Kl.1 mehr.
Es wurden in Kassel insgesamt 45 Stück hergestellt: 26 Kl 1a, vier Kl 1b und 15 Kl 1c. Die Kl.1 Schwalbe war damit das erfolgreichste Serienflugzeug der Raab-Katzenstein-Werke.
Neben der Siemens-Motorisierung entstanden ab 1928 Entwürfe weiterer Varianten der Kl.1 Schwalbe mit Walter, Whirlwind und Cirrus-Motore, die allerdings nicht realisiert wurden. Auch eine einsitzige Variante RaKa RK.1d wurde nicht realisiert.
Bei der Raab Flugzeugbau Gesellschaft entstand 1933 unter der Bezeichnung Raab Schwalbe II ein grundlegend modernisierter Entwurf der Kl.1 Schwalbe.

## Einsatz und Vertrieb
Die überarbeitete Zelle der Kl.1b wurde 1928 zu einem Stückpreis von 8500 RM zuzüglich Motorpreis angeboten. Mit einem Siemens Sh11 war das Komplettflugzeug zu einem Preis von 15000 RM erhältlich. Für 12700 RM war eine Variante mit einem 80 PS Anzani-Motor im Angebot, von der allerdings kein Exemplar gebaut wurde. Die leistungsstärkeren Kl.1f/g wurden 1929 für 17-18000 RM angeboten. Verkauft wurden die Kl.1 hauptsächlich in Deutschland. Erst 1929 erfolgten einzelne Abgaben nach Österreich, in die Schweiz und nach Rumänien. Eine Kl.1 wurde an eine Flugschule im chinesischen Wutong geliefert. Eine weitere Schwalbe wurde über die USA nach Brasilien verkauft. Viele Schwalben gingen früh durch Absturz verloren. Nach Schließung der Raab-Katzenstein-Werke wurden die Schwalben ab 1930 auch vermehrt abgestellt. Bei Kriegsausbruch waren in Deutschland nur noch drei Schwalben beim NSFK sowie in der Fliegerschule Peschke zugelassen.
Wie bereits bei der Dietrich DP.IIa verdankte die Kl.1 Schwalbe ihren hohen Bekanntheitsgrad in der Öffentlichkeit ihren zahllosen Auftritten bei fast allen Flugveranstaltungen in Deutschland und den dabei demonstrierten spektakulären Kunstflügen der Raab-Katzenstein-Piloten und der Piloten der regionalen Vertriebsagenturen. Eine erste öffentliche Präsentation der Kl.1 erfolgte am 6. April 1926 anlässlich der Eröffnung des Flughafens Butzweilerhof in Köln. Kurt Katzenstein nahm erstmals mit einer Kl.1 im Mai 1926 am Süddeutschlandflug teil. Bei 34 gemeldeten Teilnehmern erreichte die Kl.1 als eines von acht Flugzeugen den Zielort Mannheim und belegte den 4. Platz hinter einer Junkers A20, einer Udet U12 und einer Heinkel HD52. Mit der D-1212. erreichte Gerhard Fieseler am 17. August 1927 in Dübendorf einen neuen Rekord im Rückenflug und die deutsche Kunstflugmeisterschaft. Weitere berühmte Piloten bzw. Pilotinnen, die mit diesem Typ flogen, waren Luise Hoffmann (Werk-Nr. 70, D-1588) und Vera von Bissing (D-1742). Die deutsche Post hat 2006 eine Briefmarke über das auf der ILA 1928 ausgestellte Flugzeug herausgebracht. Antonius Raab belegte beim Internationalen Wettbewerb von Sportflugzeugen im Mai 1928 im schwedischen Gothenburg mit einer Kl.1 Platz 2 hinter einer De Havilland von Carberry.

## Konstruktion
Wie die Dietrich DP.XI war auch bei dieser finalen Auslegung der RaKa Kl.1 der rechteckige, oben schwach gewölbte Rumpf aus Stahlrohr hergestellt, der sich in seinem Querschnitt nach vorne der Motorverkleidung anpasste und mit Leinen bespannt war. Die Motorverkleidung bestand aus Aluminium. Die einteiligen, freitragenden Ober- und Unterflügel in Trapezform waren gestaffelt angeordnet. Sie bestanden aus zwei Kastenholmen mit der oben bereits angesprochenen speziellen Rippenkonstruktion. Die Beplankung war bis zum hinteren Holm aus Sperrholz, während der hintere Teil der Flügel mit Leinen bezogen wurde. Im oberen Tragflügel waren zwei Tanks mit je 60 Litern Fassungsvermögen verbaut. Ober- und Unterflügel sind über einen N-Stil verstrebt. Der Oberflügel wurde zusätzlich auf der Rumpfoberseite mit einem V-Stil abgestützt. Die nicht ausgeglichenen Querruder waren aus Duralumin gefertigt und mit Leinen überspannt. Auch das Leitwerk wurde aus Duralumin hergestellt und ebenfalls mit Leinen bespannt. Seiten- und Höhenruder waren ausgeglichen und wurden über zwei unabhängige Drahtkabel bedient. Die horizontale Leitwerksfläche war abgestrebt und zum Ausgleich von Kopf- oder Schwanzlastigkeit verstellbar.

## Varianten

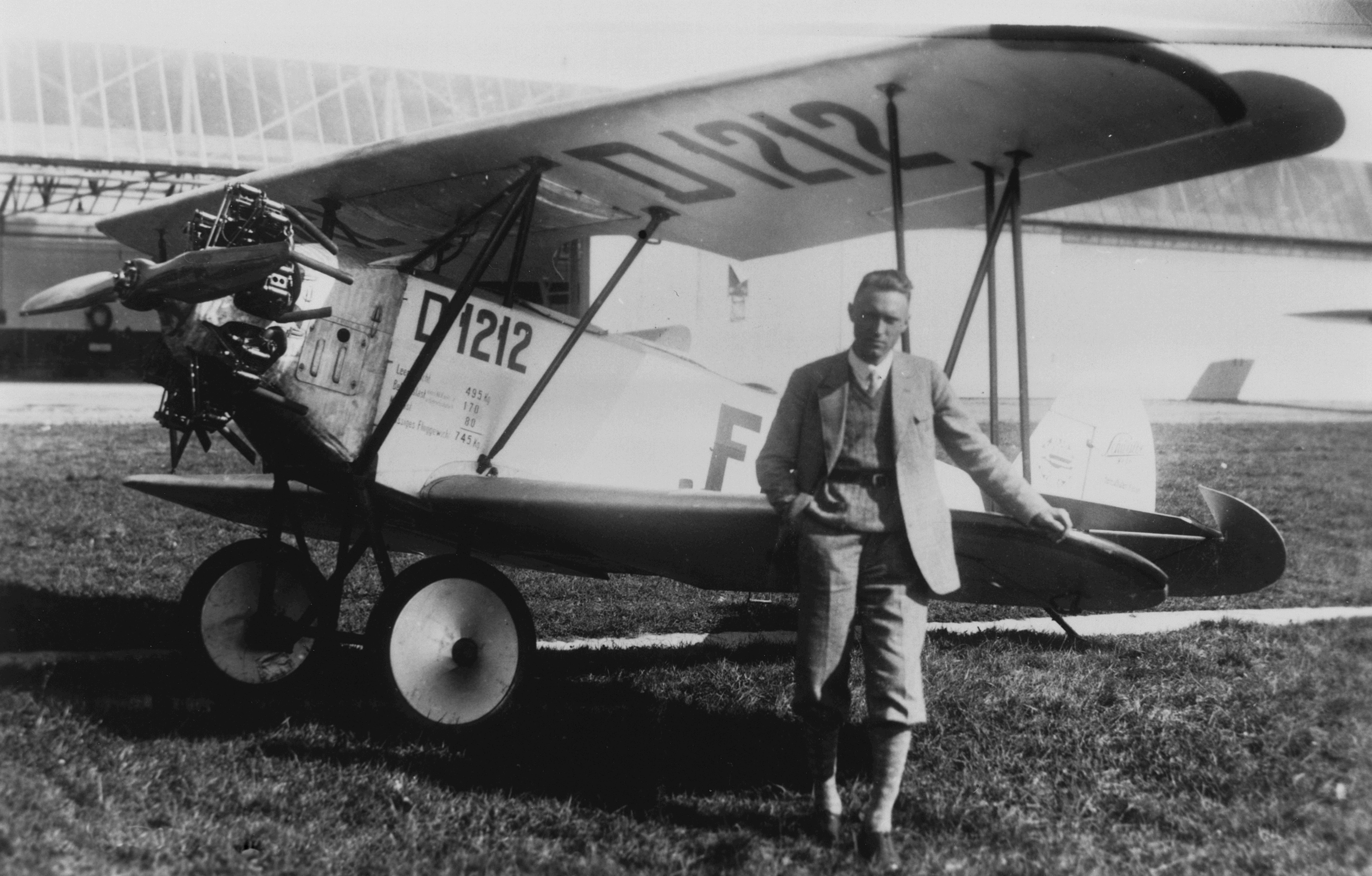
Gerhard Fieseler vor seiner „Schwalbe“ (Kl 1c, D-1212)

- Kl.1a –  Grundausführung 1926–1927, 26 Stück, mit 96 PS Siemens & Halske Sh11
- Kl.1b – Verbesserte Ausführung mit neuem Leitwerk und vereinfachter Struktur, ab 1928, 4–6 Stück, mit 96 PS Siemens & Halske Sh11
- Kl.1c – Verbesserte Ausführung ab 1928–1929, 15 Stück, mit 125 PS Siemens & Halske Sh12
- Kl.1d – mit 200 PS Whirlwind J5, keine bekannten Neu/Umbauten
- Kl.1e – projektierte Variante mit Cirrus-Motor von 1927
- Kl.1f – mit 120 PS Walter NZ120, keine bekannten Neu/Umbauten, ab 1929 angeboten
- Kl.1g – mit 115 PS Siemens & Halske Sh14, keine bekannten Neu/Umbauten, ab 1929 angeboten

Neben der Bezeichnung Kl.1 findet man auch in zeitgenössischen Meldungen gelegentlich die Bezeichnung RK1 für die Schwalbe. Diese Bezeichnung für Schwalbe ist falsch. Neben der Kl.1 existierte bei Raab-Katzenstein ein weiterer Flugzeugentwurf mit der Bezeichnung RaKa RK1, der als erster vollständiger Entwurf Halls bei den Raab-Katzenstein-Werken gezählt wurde und eine einsitzige Ableitung der Kl.1-Konstruktion war. Die von Hall in seinem Privatbüro 1925 eingeführte Bezeichnung Kassel Kl.1 wurde auch bei Raab-Katzenstein für die Schwalbe verwendet.

## Technische Daten

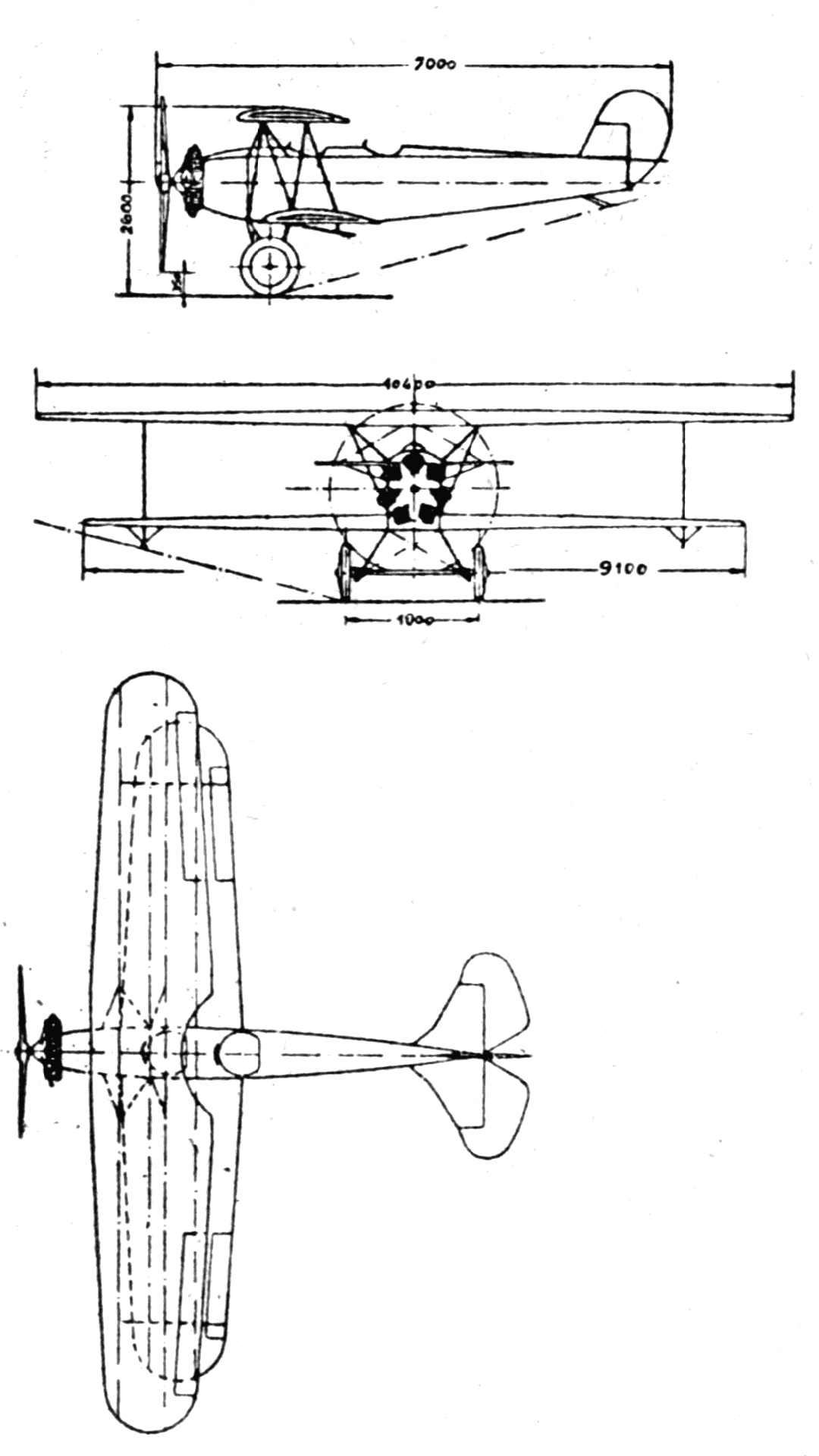
Dreiseitenansicht der Kl 1a

| Kenngröße                                | Daten (Kl 1)                                       | Daten (Kl 1a)                                          | Daten (Kl 1b)                                          | Daten (Kl 1c)                               |
| ---------------------------------------- | -------------------------------------------------- | ------------------------------------------------------ | ------------------------------------------------------ | ------------------------------------------- |
| Besatzung                                | 1 + 1                                              | 1 + 1                                                  | 1 + 1                                                  | 1 + 1                                       |
| Länge                                    | 6,50                                               | 6,25 m                                                 | 6,23 m                                                 | 6,13 m                                      |
| Spannweite (oben)                        | 8,00 m                                             | 8,00 m                                                 | 8,00 m                                                 | 8,00 m                                      |
| Spannweite (unten)                       | 7,00 m                                             | 6,84 m                                                 | 6,84 m                                                 | 6,84 m                                      |
| Höhe                                     | 2,60 m                                             | 2,55 m                                                 | 2,50 m                                                 | 2,50 m                                      |
| Flügelfläche                             | 18,70 m²                                           | 17,00 m²                                               | 16,90 m²                                               | 16,90 m²                                    |
| Flächenbelastung                         | 35,8 kg/m²                                         | 41,8 kg/m²                                             | 44,0 kg/m² (34,3 kg/m² bei Kunstflug)                  | 47,3 kg/m² (34,3 kg/m² bei Kunstflug)       |
| Leistungsbelastung                       | 8,4 kg/PS                                          | 7,4 kg/PS                                              | 7,8 kg/PS (6,0 kg/PS bei Kunstflug)                    | 6,4 kg/PS (5,5 kg/PS bei Kunstflug)         |
| Leermasse                                | 420 kg                                             | 470 kg                                                 | 460 kg                                                 | 485 kg                                      |
| Zuladung                                 | 250 kg                                             | 240 kg                                                 | 285 kg                                                 | 260 kg (315 kg bei Reise)                   |
| max. Startmasse                          | 670 kg                                             | 710 kg                                                 | 745 kg                                                 | 745 kg (800 kg bei Reise)                   |
| Triebwerk                                | ein Sh 5                                           | ein Sh 11                                              | ein Sh 11                                              | ein Cirrus Mark II                          |
| Startleistung Nennleistung Dauerleistung | 85 PS (63 kW) 80 PS (59 kW) am Boden 76 PS (56 kW) | 96 PS (71 kW) 86 PS (63 kW) 84 PS (62 kW) in Bodennähe | 96 PS (71 kW) 86 PS (63 kW) 84 PS (62 kW) in Bodennähe | 125 PS (92 kW) 108 PS (79 kW) 80 PS (59 kW) |
| Kraftstoffvolumen                        | ca. 120 l                                          | 100 l                                                  | 100 l                                                  | 130 l                                       |
| Höchstgeschwindigkeit in Bodennähe       | 150 km/h                                           | 152 km/h                                               | 160 km/h                                               | 165 km/h                                    |
| Steigzeit auf 1000 m Höhe                | k. A.                                              | 9 min                                                  | 9 min                                                  | 6,5 min                                     |
| max. Aktionsradius                       | ca. 500 km                                         | ca. 560 km                                             | ca. 560 km                                             | ca. 600 km                                  |
| Gipfelhöhe                               | 3500 m                                             | 3500 m                                                 | 3500 m                                                 | 4000 m                                      |